# Aletschgletscher

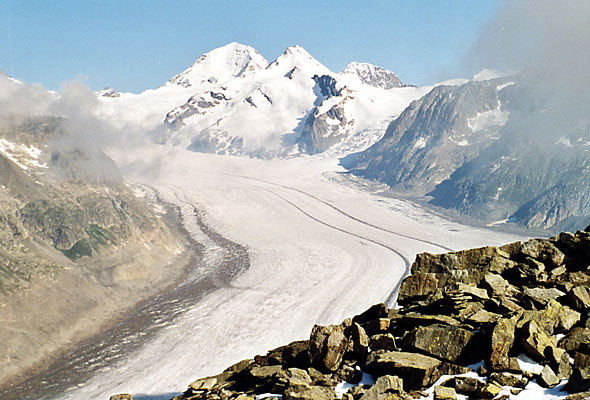
Aletsch – widok z Bettmerhorn

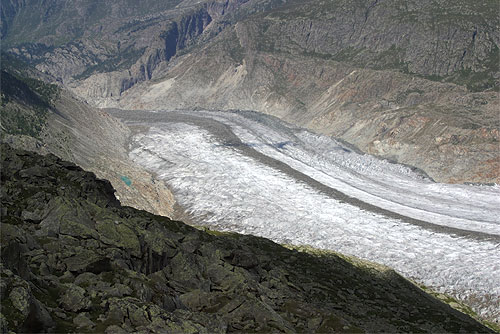
Jęzor lodowca Aletsch

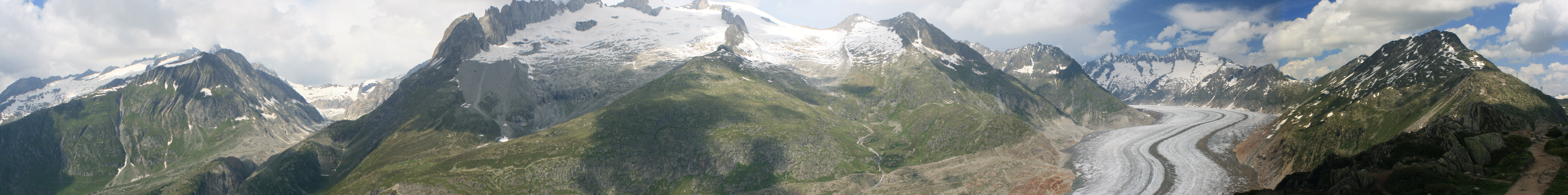
Panorama lodowca

Aletschgletscher, Grosser Aletschgletscher – największy lodowiec Alp, leżący w Alpach Berneńskich, w kantonie Valais w Szwajcarii.
Jesienią 1978 r. powierzchnia lodowca wynosiła 128,28 km2.
Według danych z 2002 r. Aletsch miał długość 23,6 km, zajmował powierzchnię 117,6 km2 i składał się z ok. 27 mld ton lodu. Jego grubość w najgłębszym miejscu szacowano na 800 metrów. W 2022 r. powierzchnia wynosiła już tylko 80 km2.
W przeszłości lodowiec ten bywał znacznie dłuższy niż obecnie. W I połowie XVII w., gdy alpejskie lodowce osiągnęły jedno ze swoich maksimów w okresie małej epoki lodowej, został on uznany za zagrożenie dla niżej położonego osadnictwa do tego stopnia, że w 1653 r. zaproszono do Naters dwóch jezuitów, aby egzorcyzmowali ów lodowiec.
U schyłku małej epoki lodowej, w roku 1850, lodowiec miał długość 27 km. Od tego czasu jest generalnie w regresji. W ciągu ostatnich 150 lat skrócił się o ponad 3 km. Obecnie ustępuje w tempie średnio ponad 50 metrów rocznie.
Aletschgletscher od dawna jest celem wycieczek. Podczas wyprawy do Włoch i Szwajcarii w 1895 r. wycieczkę nań, w towarzystwie dra J. Czermaka, odbył Jan Kasprowicz. Śniegu i lodu srebrzyste bezmiary lodowca i drzemiące nad nim ...szczyty senne, ciche, błyszczące uwiecznił on później w wierszu pt. „Na lodowcach Aletschu”.
Lodowiec jest objęty rezerwatem znajdującym się na liście światowego dziedzictwa UNESCO,
razem ze szczytami Bietschhorn i Jungfrau.